# Vir Chakra
Vir Chakra (hindi वीर चक्र) – odznaczenie wojskowe Indii przyznawane w czasie wojny za akty męstwa na polu bitwy, na lądzie, w powietrzu lub na morzu.
Zajmuje trzecie miejsce w hierarchii indyjskich odznaczeń za męstwo w czasie wojny, po Param Vir Chakra i Maha Vir Chakra. Jego odpowiednikiem nadawanym w czasie pokoju jest Shaurya Chakra.

## Historia
Odznaczenie zostało ustanowione przez Prezydenta Indii 26 stycznia 1950 roku (z ważnością od 15 sierpnia 1947 roku). Statut zmieniono 12 stycznia 1952 roku w celu dostosowania kolejności noszenia odznaczeń, ponieważ ustanowiono nowe odznaczenia państwowe.

## Opis
Medal ma okrągły kształt i jest wykonany ze standardowego srebra o średnicy 3,8 cm. Na awersie medalu w centrum znajduje się wytłoczone godło Indii wpisane w okrąg i pięcioramienną gwiazdę. Na rewersie widnieją wytłoczone słowa VIR CHAKRA w języku hindi i angielskim, rozdzielone dwoma kwiatami lotosu. Wstążka o szerokości 32 mm jest w połowie ciemnoniebieska i szafranowa.